# Favicon

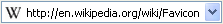
A Wikipédia faviconja a Mozilla Firefox címsorában.

A favicon (favorites icon) egy weboldalhoz vagy laphoz tartozó ikon, amit a modern böngészők a navigáció megkönnyítésére különböző helyeken megjelenítenek, például a böngésző címsorának vagy a böngészőfül elején, a könyvjelzők előtt. Eleinte a webszerver gyökérkönyvtárában kellett elhelyezni favicon.ico néven, a modernebb böngészők az ICO mellett már GIF és PNG fájlokat is tudnak kezelni (akár animáltakat is), és más helyen és néven lévő fájl is megadható a link HTML-tag segítségével, <link rel="shortcut icon" type="image/png" href="/path/image.png" /> alakban.

## Külső hivatkozások
- W3C javaslatok a favicon használatára
- Károly György Tamás FAQ cikke a favicon létrehozásához